# Musée du harcèlement de rue
Das Musée du harcèlement de rue (MdHR) ist ein fiktives Museum der Stadt Lausanne. Es wurde von den Städten Lausanne, Zürich und Bern initiiert.

## Allgemeines zur Kampagne in Zürich, Bern und Lausanne
Das „Museum“, welches „schnellstmöglich eröffnet“ werden soll, ist Teil einer breit angelegten Kampagne gegen sexuelle Belästigung im öffentlichen Raum, auch Catcalling genannt. Durch die Metapher des Museums soll ausgedrückt werden, dass sexuelle Belästigung möglichst bald der Vergangenheit angehören soll. Im Video der Kampagne sieht man deshalb den bekannten Komiker Yann Marguet, der durch die fiktive Ausstellung führt und die „primitiven Verhaltensweisen vergangener Zeiten“ vorstellt.
Die Kampagne regt mit Humor zum Nachdenken an und fordert Respekt gegenüber Frauen, aber auch gegenüber Lesben, Homosexuellen, Bisexuellen, Trans- und Intergeschlechtlichen.
Im Rahmen der Kampagne werden zudem in der ganzen Stadt Plakate aufgehängt und es laufen 15-Sekunden-Videospots auf den Infobildschirmen in den Fahrzeugen der Transports publics de la région lausannoise (tl). Eine Infobroschüre weist u. a. auf die Strafbarkeit von sexueller Belästigung hin.
Realisiert und durchgeführt wurde die international beachtete Kampagne von der Stadt Lausanne in Zusammenarbeit mit Organisationen aus Prävention, Gastronomie und Mobilität wie z. B. der Fondation PROFA, der Fondation vaudoise contre l’alcoolisme (FVA), VoGay, GastroLausanne und die Transports publics de la région lausannoise (tl). Ende 2019 wurde das Angebot durch eine mobile App und Website ergänzt, welche die Meldung von Belästigungen erleichtern soll.